# VASSAL
VASSAL Engine — игровой движок для создания и игры онлайн в адаптации настольных и карточных игр. Он позволяет как играть в режиме реального времени, так и через электронную почту (PbeM). Эта бесплатная open-source программа запускается на всех платформах. К примеру, модуль Star Wars Miniatures, в котором игроки могут играть в цифровую копию настольной игры.
Она написана на Java и доступна на SourceForge по лицензии LGPL open-source.

## История
VASSAL начиналось как VASL (Virtual Advanced Squad Leader), приложения для игры в Advanced Squad Leader.
Интервью с Rodney Kinney, дизайнером движка VASSAL.

## Доступные модули
Существует более 1000 модулей игр для VASSAL. Некоторые перечислены здесь. Более полный, но не исчерпывающий список можно найти на сайте VASSAL module site list.

### Настольные игры
- V40k — модуль по Warhammer 40,000.[2]
- Battlefleet Gothic[3]
- Mordheim[4]
- Star Wars Tactics
- Warmachine и Hordes[5]
- Diplomacy
- HeroQuest
- Pandemic
- Space Hulk
- Shadows over Camelot[6]
- Memoir 44
- World in Flames

### Карточные игры
- Playing Cards[7]
- Bridge/Hearts[8]
- Up Front